# San Pablo (Laguna)
San Pablo is een stad in de Filipijnse provincie Laguna op het eiland Luzon. Bij de laatste census in 2010 telde de stad bijna 249 duizend inwoners.

## Geografie

### Bestuurlijke indeling
San Pablo is onderverdeeld in de volgende 80 barangays:
| - Atisan - Bagong Bayan II-A - Bagong Pook VI-C - Barangay I-A - Barangay I-B - Barangay II-A - Barangay II-B - Barangay II-C - Barangay II-D - Barangay II-E - Barangay II-F - Barangay III-A - Barangay III-B - Barangay III-C - Barangay III-D - Barangay III-E - Barangay III-F - Barangay IV-A - Barangay IV-B - Barangay IV-C | - Barangay V-A - Barangay V-B - Barangay V-C - Barangay V-D - Barangay VI-A - Barangay VI-B - Barangay VI-D - Barangay VI-E - Barangay VII-A - Barangay VII-B - Barangay VII-C - Barangay VII-D - Barangay VII-E - Bautista - Concepcion - Del Remedio - Dolores - San Antonio 1 - San Antonio 2 - San Bartolome | - San Buenaventura - San Crispin - San Cristobal - San Diego - San Francisco - San Gabriel - San Gregorio - San Ignacio - San Isidro - San Joaquin - San Jose - San Juan - San Lorenzo - San Lucas 1 - San Lucas 2 - San Marcos - San Mateo - San Miguel - San Nicolas - San Pedro | - San Rafael - San Roque - San Vicente - Santa Ana - Santa Catalina - Santa Cruz - Santa Felomina - Santa Isabel - Santa Elena - Santa Maria - Santa Maria Magdalena - Santa Monica - Santa Veronica - Santiago I - Santiago II - Santisimo Rosario - Santo Angel - Santo Cristo - Santo Niño - Soledad |

## Demografie
San Pablo had bij de census van 2010 een inwoneraantal van 248.890 mensen. Dit waren 11.631 mensen (4,9%) meer dan bij de vorige census van 2007. Ten opzichte van de census van 2000 was het aantal inwoners gegroeid met 40.963 mensen (19,7%). De gemiddelde jaarlijkse groei in die periode kwam daarmee uit op 1,81%, hetgeen lager was dan het landelijk jaarlijks gemiddelde over deze periode (1,90%).

De bevolkingsdichtheid van San Pablo was ten tijde van de laatste census, met 248.890 inwoners op 197,56 km², 1259,8 mensen per km².